# WWE SmackDown vs. Raw 2008
WWE SmackDown vs. Raw 2008 est un jeu vidéo de catch professionnel développé par Yuke's et commercialisé sur consoles PS2, PS3, Xbox 360, Wii, PlayStation Portable et Nintendo DS par THQ en novembre 2007. Amaze Entertainment s'est occupé de la version Nintendo DS.
Le jeu est la neuvième édition de la longue série de jeux vidéo WWE SmackDown vs. Raw basée sur la promotion de catch professionnel World Wrestling Entertainment (WWE). Il est le premier jeu de la WWE à inclure la promotion et la division ECW. C'est également le seul jeu de la WWE disponible sur toutes consoles confondues de la septième génération.

## Jouabilité
Chaque catcheur possède désormais deux catégories de combat, une primaire et une secondaire. Chaque style de combat possède son avantage et son désavantage dans chaque type de match particulier. Il existe en tout huit style de combat : high-flyer, hardcore, submission artist, powerhouse, showman, brawler, dirty et technical,. En addition, le manager exécutif de THQ, Cory Ledesma explique que la jouabilité des catcheurs serait revu.
- High Flyer : Ils utilisent des prises aériennes mais ils ne sont pas très résistants. Ils peuvent faire un Swanton bomb sur une table. Ils peuvent rebondir sur les cordes.
- Submission : Ils ont comme avantage de se régénérer en faisant des prises de soumission mais leurs prises de combat ne sont pas très puissantes. Ils font abandonner très facilement et plus rapidement.
- Hardcore : Ils peuvent faire des prises spéciales avec des armes mais ils ne sont pas rapides, par exemple mettre l'adversaire sur la table rapidement.
- Technical : Ils contrent facilement les prises mais ils ne sont pas très fort pour les exécuter.
- Dirty : Ils peuvent se servir de l'arbitre comme bouclier et faire des choses interdites et ne sont pas rapides.
- Showman : Ils peuvent gagner des points en usant de leur gimmick et faire les prises de finitions de leurs adversaires mais ils ne sont pas très résistants.
- Powerhouse : Ils sont puissants et résistants mais lents.
- Brawler : Ils peuvent faire des enchaînements. Ils contrent difficilement les prises mais les exécutent très bien.

Le jeu expose la branche ECW, et prend place parmi ses branches concurrentes Raw et WWE SmackDown. La jaquette officielle du jeu expose le logo de la ECW. Durant les matchs, les nombreux objets cachés sous le ring ont augmenté. De nouvelles armes telles que les guitares sont disponibles et les tables et battes avec barbelés peuvent être enflammées. Malgré l'inclusion de la branche, la franchise du jeu vidéo garde comme titre SmackDown! vs. Raw, bien que le logo "ECW Invasion" soit inclus dans le titre. Il a, cependant, été changé en "Featuring ECW". Le jeu expose de nombreuses arènes issues des émissions datant de 2006 et 2007. Il y a également des arènes basées sur émission de télévision de la WWE.
Les shows et pay-per-views du jeu incluent les divisions de SmackDown - RAW - ECW - Heat - New Year's Revolution 2007 - Royal Rumble 2007 - No Way Out 2007 - WrestleMania 23 - Backlash 2007 - Judgment Day 2006 - One Night Stand 2006 - Vengeance 2006 - The Great American Bash 2006 - SummerSlam 2006 - Unforgiven 2006 - No Mercy 2006 - Cyber Sunday 2006 - Survivor Series 2006 - December to Dismember 2006 et Armageddon 2006.

## Modes
Le premier mode est le mode General Manager où vous pouvez incarner le, General Manager de Raw, Jonathan Coachman, celui de SmackDown Theodore Long ou celui de la ECW Tommy Dreamer. Le joueur peut décider des rivalités pour la ceinture ou autres rivalité et ainsi qui est clean (du bon côté) et dirty (du mauvais côté). En gros, le joueur peut faire ce qu'il veut durant l'émission dont il est General Manager. Le deuxième mode est le mode superstar dans lequel une superstar de Raw ou de SmackDown peut être incarnée. Son objectif principal est de récupérer la ceinture de l'émission. Si le joueur joue sous un personnage de la division Raw, celui-ci joue pour le titre de Raw (WWE Champion) et idem avec la branche Smackdown (WWE World Heavyweight Championship). À un moment du jeu, le joueur peut passer de la division Raw à celle de SmackDown par le biais d'une demande du General Manager.La ECW est présent mais elle a un petit rôle . Le troisième mode se nomme King of the Ring dans lequel le joueur affronte six à dix catcheurs environ pour devenir le "Roi du Ring". Le quatrième mode se nomme WWE Hall of Fame dans lequel le joueur doit refaire des grands combats de la WWE qui, une fois gagnés, font gagner des points qui servent à débloquer des légendes de la WWE et des Pay-Per-Views.
Il existe également le Create mode permettant de créer des enchaînements de mouvements, des entrées pour les catcheurs créés, des superstars et des ceintures de champions. Il s'agit de la dernière version du jeu possédant les modes General Manager et Superstar. Le mode General Manager a été remplacé par le mode  carrière dans SmackDown vs. Raw 2009 et le mode superstar par Road To Wrestlemania dans WWE SmackDown vs. Raw 2009. Il s'agit de la dernière version du jeu possédant les anciens décors puisqu'actuellement, les décors HD sont utilisés pour WWE SmackDown, RAW et ECW. C'est la première et la dernière version du jeu à avoir le duo de commentateurs Michael Cole et John Bradshaw Layfield ou JBL pour SmackDown. C'est de même la première version du jeu à avoir le duo de commentateurs Tazz et Joey Styles pour la ECW.

## Personnages
La ECW fait sa première apparition dans la série avec et des superstars telles que Tommy Dreamer, CM Punk, Elijah Burke et Kelly Kelly font leurs débuts. Cryme Tyme, MVP et Ashley font leur première apparition en tant que personnages jouables. Kenny Dykstra, Marcus Cor Von, Sandman & Sabu font également leur seul et unique apparition dans un jeu de la WWE. C'est également la dernière apparition de Torrie Wilson, Bobby Lashley, Gregory Helms, Mick Foley et King Booker dans le roster actif. Ces deux derniers reviendront à partir de WWE 12 dans le roster des légendes . C'est également la dernière apparition de Ric Flair dans le roster actif (il apparaît à partir de WWE SmackDown vs. Raw 2009 dans le roster des légendes). C'est également la première fois que Jeff Hardy est jouable depuis Shut Your Mouth,également le retour de la diva Michelle McCool  qui avait été absente dans Smackdown vs Raw 2007 et qui réapparaît dans Smackdown vs Raw 2008 et la dernière apparition de Johnny Nitro sous ce nom (il apparait dans les jeux suivants sous le nom de John Morrison).
C'est le seul jeu à exposer des rosters et 'ECW Legends'. Par défaut, il n'y a que trois membres du roster : Sabu, Terry Funk et Tommy Dreamer. Sandman, cependant, est dans la branche Raw et les 'WWE Legends' (étant Bret Hart Mick Foley, Rick Rude, Roddy Piper, The Rock, Stone Cold Steve Austin, Sgt. Slaughter et Eddie Guerrero) sont uniquement sur la version PSP.
C'est le premier jeu de la série à ne pas inclure Chris Benoit après son double meurtre et suicide en juin 2007. Tout ce qui était lié à Benoit a été supprimé. Cependant, une entrée similaire à la sienne peut être trouvée dans WWE SmackDown vs. Raw 2008.
Le Gm de RAW par intérims est Jonathan Coachman, les commentateurs sont  Jim Ross, Jerry Lawler et Annonceur de ring est Lilian García. Ceux de WWE SmackDown incluent Theodore Long en GM , les commentateurs Michael Cole, JBL et Annonceur de ring est Tony Chimel. Ceux de la ECW incluent GM  Tommy Dreamer, les commentateurs Tazz, Joey Styles et Annonceur de ring Justin Roberts.

## Ceintures et champion(es)
| Raw                                                  | WWE SmackDown                                     | ECW                                     | Legends                                                       |
| ---------------------------------------------------- | ------------------------------------------------- | --------------------------------------- | ------------------------------------------------------------- |
| WWE Championship John Cena                           | World Heavyweight Championship Edge               | ECW Championship Johnny Nitro           | WCW Classic Championship Ric Flair                            |
| WWE Intercontinental Championship Umaga              | WWE United States Championship M.V.P.             | WWE Hardcore Championship Tommy Dreamer | WWE Million Dollar Championship Shane McMahon                 |
| World Tag Team Championship Jeff Hardy et Matt Hardy | WWE Tag Team Championship Batista et Rey Mysterio |                                         | WWE Attitude Heavyweight Championship Stone Cold Steve Austin |
| WWE Women's Championship Melina                      | WWE Cruiserweight Championship Chavo Guerrero     |                                         |                                                               |

## Bande son
| Artiste        | Titre                           |
| -------------- | ------------------------------- |
| 8Ball & MJG    | "Stand Up"                      |
| AM Conspiracy  | "Right on Time"                 |
| AM Conspiracy  | "Welt"                          |
| Chevelle       | "Well Enough Alone"             |
| Hellyeah       | "You Wouldn't Know"             |
| Nobody Famous  | "Go Hard"                       |
| Nonpoint       | "Everybody Down"                |
| Project 86     | "Evil (A Chorus of Resistance)" |
| Project 86     | "Put Your Lips to the TV"       |
| Puddle of Mudd | "Famous"                        |
| Sevendust      | "Driven"                        |
| Sevendust      | "Feed"                          |